# Bernd Klaus
Bernd Klaus (* 19. Dezember 1967 in Stuttgart) ist ein ehemaliger deutscher Fußballtorwart und Fußballtrainer.

## Karriere
Klaus spielte in der Jugend für den FV Zuffenhausen. 1989 wechselte er zur SpVgg 07 Ludwigsburg in die Oberliga Baden-Württemberg, 1994 zu den Stuttgarter Kickers in die Regionalliga Süd. 1996 gelang ihm mit seiner Mannschaft der Aufstieg in die 2. Fußball-Bundesliga. Sein erstes Profispiel bestritt er am 20. Oktober 1996 bei der 1:2-Heimniederlage der Kickers gegen den FC Carl Zeiss Jena. Bis zur Saison 2000/2001 bestritt Bernd Klaus insgesamt 46 Zweitligaspiele.
Nach Ende seiner aktiven Laufbahn war Bernd Klaus von Februar bis Juni 2003 als Trainer des Oberligisten SpVgg 07 Ludwigsburg beschäftigt.